# Dikbekrupsvogel
De dikbekrupsvogel (Coracina caeruleogrisea) is een vogel uit de familie Campephagidae (rupsvogels).

## Kenmerken
De dikbekrupsvogel is een forse rupsvogel met een dikke snavel. Hij is 33 cm lang en overwegend blauwgrijs met kaneelkleurige ondervleugeldekveren.

## Verspreiding en leefgebied
Het is een endemische vogel op Nieuw-Guinea. De dikbekrupsvogel is een wat schuwe bosvogel die zich ophoudt in montaan tropisch bos en laaglandbos tot op 1500 m boven de zeespiegel. Hij komt voor in het hele berggebied van het hoofdeiland en op Japen en de Aroe-eilanden.

## Status
De dikbekrupsvogel heeft een groot verspreidingsgebied en daardoor is de kans op uitsterven gering. De grootte van de populatie is niet gekwantificeerd. Het is een niet zo algemene vogel, maar er is geen aanleiding te veronderstellen dat de soort in aantal achteruit gaat. Om deze redenen staat deze rupsvogel als niet bedreigd op de Rode Lijst van de IUCN.